# Petrus Berchorius
Petrus Berchorius (auch Petrus Bercharius oder Petrus Bercorius oder Petrus Berthorius, frz. Pierre Bersuire oder Pierre Bercheure oder Pierre Berchoire) (* in Saint-Pierre-du-Chemin; † 1362) war ein französischer Autor moralischer und enzyklopädischer Werke.

## Leben
Berchorius wurde in Saint-Pierre-du-Chemin (Departement Vendée) geboren und trat schon jung den Franziskanern bei, wechselte dann aber in den Benediktinerorden in das Kloster Maillezais (Vendée).
Um 1320 begleitete er seinen Abt nach Avignon, dem damaligen Sitz des Papstes. In dieser Zeit entstanden seine enzyklopädischen Werke. Hier begegnete er Petrarca, den er in seinen Werken mit hohem Lob erwähnt. Auch Petrarca tut es ihm darin in seinen Werken gleich.
Seit 1350 war er Student an der Universität Paris, wo er 1354 Prior von St.-Eloi (St. Eligius, auf der Ile de la Cité, nahe Notre Dame) wurde.

## Werke

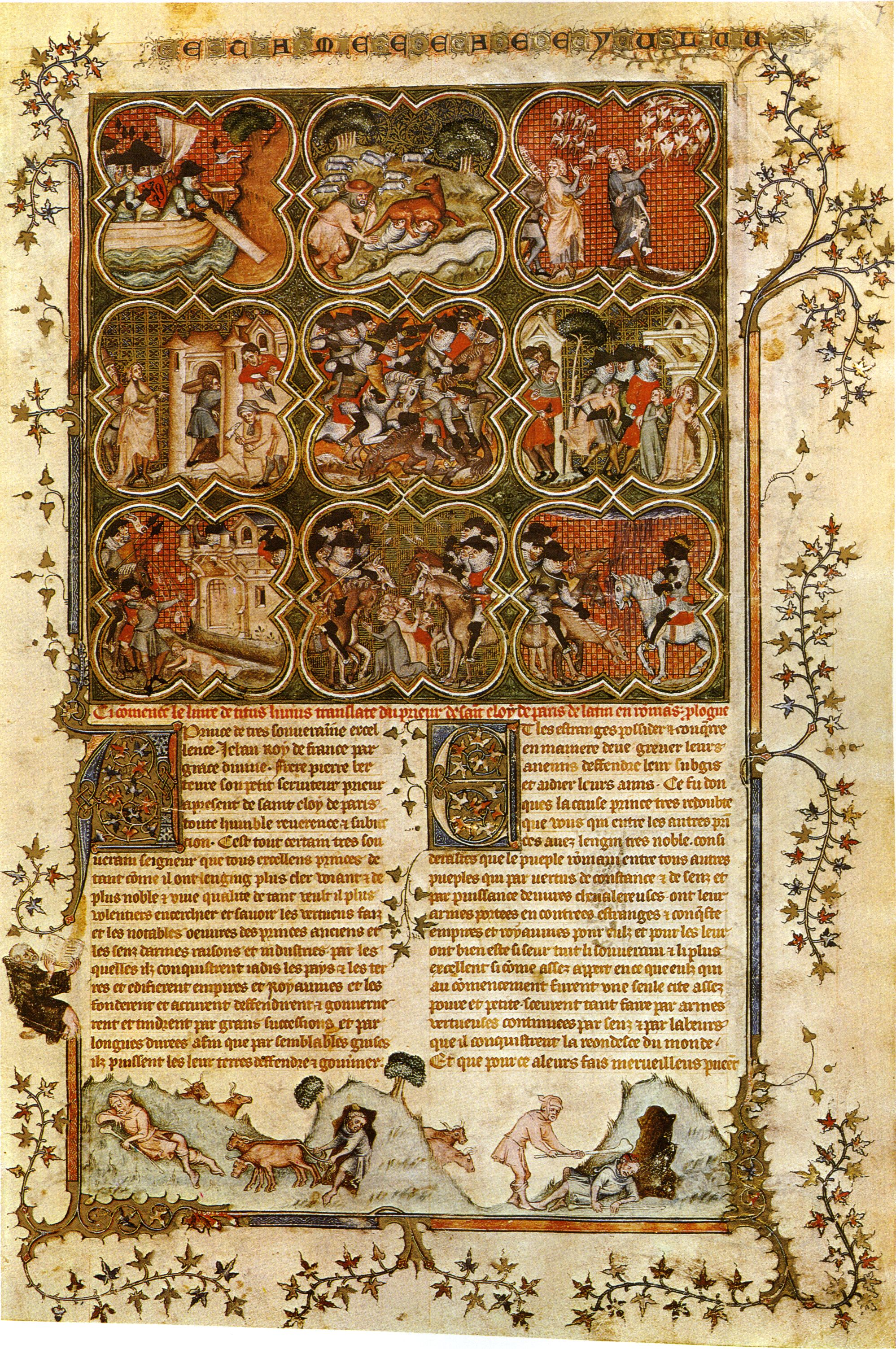
Buchmalerei in einer mittelalterlichen Handschrift des Geschichtswerks des Livius in der französischen Übersetzung von Berchorius. Die Handschrift gehörte König Karl V. von Frankreich. Abgebildet sind Szenen der Gründung Roms und ihrer Vorgeschichte. Paris, Bibliothèque Sainte-Geneviève, Ms. 777, fol. 7r (um 1370)

### Opera omnia
Opera omnia : sive reductorium, repertorium et dictionarium morale utriusque testamenti ; … locorum instar communium, ordine alphabetico digestum

### Reductorium morale
Sein Hauptwerk ist das Reductorium morale, das dem Kardinal Pierre des Prés gewidmet ist. Es enthält:
- 1–13: Beschreibung der gesamten sichtbaren und unsichtbaren Welt mit moralisierender Deutung. Dieser Teil ist eine Universalenzyklopädie.
- 14: De nature mirabilibus („Über die Wunder der Natur“). Spätere Ergänzung zu 1–13.
- 15: Ovidius moralizatus.
- 16: Auslegung der Bibel

### Weitere Werke
- Le … volume des grans decades de titus liuius : Translatees de latin en françois…. Eustace, Paris.

Übersetzung der ersten und dritten Dekade sowie neun Bücher der vierten Dekade der Geschichte Ab Urbe condita des Titus Livius in die französische Sprache für König Johann den Guten.
- Breviarium morale (nicht erhalten)
- Cosmographia seu mappa mundi (nicht erhalten)

## Ausgaben

### Opera omnia
- Antwerpen 1609 und öfter
- Friessem, Köln 1684–1712 (6 Bde.); 2. Aufl. 1730–1731 (6 Bde.)

### Reductorium morale
- Gesamtausgaben
  - Straßburg 1474
  - Ulm 1474
  - Adam Petri, Basel 1515
  - J. Koberger, Basel 1517 (VD 16 P 1819)
  - Josse Bade, Paris 1511
  - Venedig 1583
- Liber XV: Siehe Ovidius moralizatus
- Deutsche Übersetzung

Der Welt Tummel- und Schaw-Platz ; Sampt der bitter-süssen Warheit ; Darinn mit Einführung viel schöner und fürtrefflicher Discursen nicht allein die Natürliche … Eygenschafften und Geheimnussen der fürnembsten Creaturen … erkläret … werden. Acht Theil begreiffent, durch Aegidium Albertinum, Bayrischen Secretarium colligiert. Krüger, Augspurg u. a. 1612 und öfter (1048 S.)

### Liber bibliae moralis
- Liber bibliae moralis. Richard Paffraet, Deventer 1477 (Digitalisat)
- Liber bibliae moralis. Bartholomäus von Unckel, Köln 17. III. 1477 (Digitalisat)